# Ryan Mendes
Pour les articles homonymes, voir Mendes.
Ryan Isaac Mendes da Graça, né le 8 janvier 1990 à Fogo au Cap-Vert, est un footballeur international capverdien évoluant au poste d'ailier à Kocaelispor.

## Biographie
Né au Cap-Vert, Mendes commence le football avec ses amis dans le club de Ribeira Bote (en). Il joue ensuite pour les clubs de Derby et pour l'Académica de Mindelo.
Son père est peintre, sa mère gérante d'un magasin alimentaire. Il a trois frères et sœurs.
Il se fait remarquer en 2007, lors du 18e tournoi international  des U17 (cadets) de Gonfreville-L'Orcher, en remportant les titres de meilleur buteur et de meilleur joueur.
Alors que des clubs comme le Benfica Lisbonne et Portsmouth s'intéressent à lui, il signe pourtant un contrat avec Le Havre AC. Il arrête alors ses études, quitte le Cap-Vert et rejoint la Normandie avec un autre Cap-Verdien, Gadyel Coreia.

### Le Havre
Au Havre, il fait sa première apparition avec l'équipe première le 13 mai 2009, à 19 ans, lors de la 35e journée du Championnat de Ligue 1 en entrant à la 82e minute du match Le Havre - Saint-Étienne (déaite 2-4). Au terme de la saison 2008-2009, il connaît la relégation avec le club havrais qui termine 20e de Ligue 1.
La saison suivante, il entre en jeu pour la deuxième fois de sa carrière le 1er août 2009 à l'occasion d'un match de Coupe de la Ligue, disputé au stade de la Vallée du Cher, où le Havre se déplace pour affronter le Tours FC. Il remplace Nikola Nikezić à la 77e minute et, malgré l'ouverture du score de son coéquipier Nicolas Gillet, il connaît de nouveau la défaite quand Olivier Giroud, qui n'est pas encore un célèbre attaquant de Ligue 1, inscrit un doublé en toute fin de match (score final 2-1).
Durant la saison 2009-2010, Ryan Mendes apparaît à 14 reprises en Ligue 2 mais ne marque pas.
Il marque le premier but de sa carrière professionnelle le 15 janvier 2011 à tout juste 21 ans, alors que son équipe affronte Ajaccio pour le compte de la 20e journée du Championnat de Ligue 2. Durant la saison 2010-2011, Mendes est aligné 32 fois, inscrit quatre buts et est l'auteur de six passes décisives. Malgré la fin de saison décevante de son club (9e place finale après que Le Havre ait longtemps lutté pour la montée) et des rumeurs de transfert le concernant,,, il reste fidèle à la Normandie.
Le 23 juillet 2011 alors que Le Havre reçoit le FC Metz en Coupe de la Ligue, il est l'auteur d'un doublé et de deux passes décisives.
La saison 2011-2012 est véritablement celle qui commence à le faire connaître des amateurs de football : il marque neuf buts sur la première moitié de la saison, ce qui lui permet d'être en course pour le titre de meilleur buteur de Ligue 2. Il explique lui-même ces bons résultats du fait de son replacement en neuf et demi, poste qu'il affectionne tout particulièrement.
Il inscrit également un but remarqué le 22 janvier 2012 au Stade Vélodrome face à l'Olympique de Marseille en 16e de finale de Coupe de France. Des rumeurs de transfert évoquent alors la volonté des dirigeants marseillais de l'acquérir. Le président de Brest, Michel Guyot admet aussi avoir approché Mendes.

### Lille OSC
Le 31 août 2012, Mendes signe un contrat de quatre ans en faveur du LOSC Lille. Le 2 septembre 2012, Mendes joue son premier match avec le LOSC face au Paris Saint-Germain en entrant en jeu à la place de Dimitri Payet. Titulaire face à l'Olympique lyonnais le 23 septembre 2012, il se distingue par une très bonne prestation, malgré le match nul concédé par le LOSC Lille, grâce notamment à une passe décisive pour Nolan Roux. Il inscrit son premier but pour les dogues lors du match à domicile contre Ajaccio le 6 octobre 2012.
Le 30 juillet 2014, il inscrit son premier but européen contre le Grasshopper Zurich.

### Carrière internationale
Ryan Mendes connaît, le 11 août 2010, à l'âge de 20 ans, sa première sélection avec le Cap-Vert pour affronter le Sénégal en match amical (défaite 0-1). Il entre à la 58e minute, en remplacement de Lito.
Avec la sélection du Cap-Vert, il participe à cinq matchs des éliminatoires pour la CAN 2012 et il inscrit son premier but à 21 ans le 8 octobre 2011 contre le Zimbabwe. Mais le Cap-Vert termine deuxième du Groupe A et n'est pas repêché pour participer à la phase finale. En 2013, il fait partie de l'effectif retenu par le sélectionneur national Lúcio Antunes pour participer à la Coupe d'Afrique des nations 2013. Deux ans plus tard, il est de nouveau convoqué pour participer à la Coupe d'Afrique des nations 2015. Il figure sur la liste des joueurs sélectionnés pour participer à la Coupe d'Afrique des nations 2021. En décembre 2023, il est retenu dans la liste des vingt-sept joueurs cap-verdiens sélectionnés par Bubista pour disputer la Coupe d'Afrique des nations 2023.

## Statistiques
| Saison                | Club                     | Championnat           | Championnat | Championnat | Championnat | Coupe nationale | Coupe nationale | Coupe nationale | Coupe de la Ligue | Coupe de la Ligue | Coupe de la Ligue | Compétition(s) continentale(s) | Compétition(s) continentale(s) | Compétition(s) continentale(s) | Compétition(s) continentale(s) | Cap-Vert | Cap-Vert | Cap-Vert | Total | Total | Total |
| Saison                | Club                     | Division              | M.          | B.          | P.d.        | M.              | B.              | P.d.            | M.                | B.                | P.d.              | Comp.                          | M.                             | B.                             | P.d.                           | M.       | B.       | P.d.     | M.    | B.    | P.d.  |
| 2008-2009             | Le Havre AC              | Ligue 1               | 1           | 0           | 0           | -               | -               | -               | -                 | -                 | -                 | -                              | -                              | -                              | -                              | -        | -        | -        | 1     | 0     | 0     |
| 2009-2010             | Le Havre AC              | Ligue 2               | 14          | 0           | 1           | -               | -               | -               | 1                 | 0                 | 0                 | -                              | -                              | -                              | -                              | -        | -        | -        | 15    | 0     | 1     |
| 2010-2011             | Le Havre AC              | Ligue 2               | 32          | 4           | 6           | 1               | 0               | 0               | 2                 | 0                 | 0                 | -                              | -                              | -                              | -                              | 5        | 0        | 0        | 40    | 4     | 6     |
| 2011-2012             | Le Havre AC              | Ligue 2               | 34          | 13          | 1           | 4               | 3               | 1               | 2                 | 2                 | 1                 | -                              | -                              | -                              | -                              | 5        | 4        | 0        | 45    | 22    | 3     |
| 2012-2013             | Le Havre AC              | Ligue 2               | 3           | 2           | 0           | -               | -               | -               | -                 | -                 | -                 | -                              | -                              | -                              | -                              | -        | -        | -        | 3     | 2     | 0     |
| Sous-total            | Sous-total               | Sous-total            | 84          | 19          | 8           | 5               | 3               | 1               | 5                 | 2                 | 1                 | -                              | -                              | -                              | -                              | 10       | 4        | 0        | 104   | 28    | 10    |
| 2012-2013             | LOSC                     | Ligue 1               | 9           | 2           | 1           | -               | -               | -               | -                 | -                 | -                 | C1                             | 3                              | 0                              | 0                              | 6        | 0        | 1        | 18    | 2     | 2     |
| 2013-2014             | LOSC                     | Ligue 1               | 16          | 3           | 2           | 3               | 0               | 0               | -                 | -                 | -                 | -                              | -                              | -                              | -                              | 2        | 0        | 0        | 21    | 3     | 2     |
| 2014-2015             | LOSC                     | Ligue 1               | 19          | 2           | 2           | -               | -               | -               | 2                 | 0                 | 0                 | C1+C3                          | 4+6                            | 1+0                            | 1+0                            | 8        | 1        | 0        | 39    | 4     | 3     |
| août 2015             | LOSC                     | Ligue 1               | 3           | 0           | 0           | -               | -               | -               | -                 | -                 | -                 | -                              | -                              | -                              | -                              | -        | -        | -        | 3     | 0     | 0     |
| 2016-jan 2017         | LOSC                     | Ligue 1               | 7           | 0           | 0           | -               | -               | -               | -                 | -                 | -                 | C3                             | 2                              | 1                              | 0                              | 1        | 0        | 0        | 10    | 1     | 0     |
| Sous-total            | Sous-total               | Sous-total            | 54          | 7           | 5           | 3               | 0               | 0               | 2                 | 0                 | 0                 | -                              | 15                             | 2                              | 1                              | 17       | 1        | 1        | 91    | 10    | 7     |
| 2015-2016             | Nottingham Forest (prêt) | Championship          | 32          | 2           | 6           | -               | -               | -               | -                 | -                 | -                 | -                              | -                              | -                              | -                              | 5        | 1        | 0        | 37    | 3     | 6     |
| Sous-total            | Sous-total               | Sous-total            | 32          | 2           | 6           | -               | -               | -               | -                 | -                 | -                 | -                              | -                              | -                              | -                              | 5        | 1        | 0        | 37    | 3     | 6     |
| jan 2017-2017         | Kayserispor              | Süper Lig             | 6           | 1           | 0           | 1               | 0               | 0               | -                 | -                 | -                 | -                              | -                              | -                              | -                              | 1        | 0        | 0        | 8     | 1     | 0     |
| 2017-2018             | Kayserispor              | Süper Lig             | 33          | 4           | 4           | 6               | 3               | 1               | -                 | -                 | -                 | -                              | -                              | -                              | -                              | 5        | 1        | 1        | 44    | 8     | 6     |
| Sous-total            | Sous-total               | Sous-total            | 39          | 5           | 4           | 7               | 3               | 1               | -                 | -                 | -                 | -                              | -                              | -                              | -                              | 6        | 1        | 1        | 52    | 9     | 6     |
| 2018-2019             | Sharjah FC               | Pro League            | 26          | 9           | 4           | 0               | 0               | 0               | -                 | -                 | -                 | -                              | -                              | -                              | -                              | 2        | 0        | 0        | 28    | 9     | 4     |
| 2019-2020             | Sharjah FC               | Pro League            | 18          | 11          | 4           | 3               | 1               | 0               | -                 | -                 | -                 | AFC                            | 2                              | 1                              | 0                              | 3        | 3        | 0        | 26    | 16    | 4     |
| Sous-total            | Sous-total               | Sous-total            | 44          | 20          | 4           | 3               | 1               | 0               | -                 | -                 | -                 | -                              | -                              | -                              | -                              | 5        | 3        | 0        | 52    | 24    | 4     |
| Total sur la carrière | Total sur la carrière    | Total sur la carrière | 253         | 53          | 31          | 18              | 7               | 2               | 7                 | 2                 | 1                 | -                              | 16                             | 3                              | 1                              | 43       | 10       | 2        | 337   | 75    | 37    |